# Macedonia del Norte en el Festival de la Canción de Eurovisión 2022
Macedonia del Norte participó en el LXVI Festival de la Canción de Eurovisión, que se celebró en Turín, Italia del 10 al 14 de mayo de 2022, tras la victoria de Måneskin con la canción «Zitti e buoni». La Makedonska Radio Televizija (Radio Televisión Macedonia en español), radiodifusora encargada de la participación macedonia dentro del festival, se encargará de organizar una nueva final nacional para el país, titulada Za Evrosong 2022. La preselección celebrada en una sola gala el 4 de febrero de 2022 dio como ganadora a Andrea Koevska con el tema «Circles» compuesto por ella misma junto a Aleksandar Masevski.
Pasando completamente desapercibida por las casas de apuestas, en el concurso Macedonia del Norte compitió en la segunda semifinal, siendo eliminada tras obtener la 11.ª posición con un total de 76 puntos, a una distancia de veinte puntos del décimo lugar.

## Historia de Macedonia del Norte en el Festival
Macedonia del Norte es uno de los países de Europa del Este que se fueron uniendo al festival después de la disolución de Yugoslavia. Macedonia del Norte intentó debutar en 1996 con la cantante Kaliopi con la canción «Samo ti», sin embargo, Macedonia fue eliminada en la audición preclasificatoria a puerta cerrada realizada anteriormente, colocándose en 26° lugar con 14 puntos. Macedonia del Norte logró debutar dos años después, en 1998 con el cantante Vlado Janevski. Desde entonces el país ha concursado en 20 ocasiones, siendo su mejor participación en 2019, cuando se colocaron en 7.ª posición con Tamara Todevska con la balada «Proud». Macedonia del Norte es uno de los países balcánicos con peores resultados, colocándose solamente en una ocasión dentro de los mejores 10 del concurso y siendo uno de los países con más eliminaciones en semifinales: 11 ocasiones.
En 2021, el artista Vasil Garvanliev, no clasificó a la final terminando en 15.ª posición con 23 puntos en la semifinal 1, con el tema «Here I Stand».

## Representante para Eurovisión

### Za Evrosong 2022
La MRT confirmó su participación en el festival de la Canción de Eurovisión 2022 en octubre de 2021. El 10 de diciembre, la MRT confirmó la organización de una final nacional titulada «Evrosong», además de abrir un periodo de recepción de las canciones entre el 10 de diciembre y el 16 de enero, habiéndose recibido 47 canciones. Se seleccionaron seis canciones para participar en la preselección por un panel de jurados experto compuesto por: Meri Popova, Editora de CUP MTV 1; Zora Mircevski, Editor Jefe de MR 2; Aleksandra Jovanovska, periodista de MR 2, Jana Burčeska, periodista de MTV 3; Maja Trpchanovska, periodista de MTV1 y Ardita Imeri, periodista de MTV 2 durante los días siguientes al cierre de la recepción de candidaturas. Las seis canciones candidatas se anunciaron el 21 de enero de 2022, presentándose en el programa Stisni Play de MRT1.
La competencia consistió en una sola final con una sola fase de votación: Los 6 participantes se someterían a una votación al 50/50 entre el jurado internacional y el público. En esta votación, el panel del jurado fue compuesto por 5 personas de distintos países, cada uno elaborando un ranking de las seis canciones, con el no. 1 como su opción preferida y el no. 6 como la menos. Sumados los rankings de los 5 jurados, estos se convertirían en un sistema de puntuación similar al usado en Eurovisión: 12, 10, 8, 7, 6 y 5 puntos desde la mejor votada hasta la que menos. El televoto también repartió el mismo sistema de puntos: 12, 10, 8, 7, 6 y 5 puntos en función de la cantidad de votos recibidos. Al final de la votación, el mayor votado sumando ambas puntuaciones se declaraba ganador del festival y representante de Macedonia del Norte en Eurovisión, utilizándose como criterio de desempate la votación del jurado internacional.

#### Jurado
- David Tserunyan
- Natia Mshvenieradze
- Tali Eshkoli
- Gordon Bonello
- Felix Bergsson

#### Candidaturas
| Artista             | Canción (Traducción)                     | Idioma | Compositor(es)                            |
| ------------------- | ---------------------------------------- | ------ | ----------------------------------------- |
| Andrea              | «Circles» (Círculos)                     | Inglés | Aleksandar Masevski, Andrea Koevska       |
| Kaly                | «Love and Light» (Amor y luz)            | Inglés | Davor Jordanovski, Vesna Malinova         |
| Lara Ivanova        | «Flower of Sorrow» (Flor de la tristeza) | Inglés | Robert Bilbilov, Robin Zimbakov           |
| Ris Flower          | «Flying to Berlin» (Volando a Berlín)    | Inglés | Boris Cvetanovski                         |
| Viktor Apostolovski | «Superman» (Superman)                    | Inglés | Vladimir Dojcinovski, Viktor Apostolovski |
| Yon Idy             | «Dreams» (Sueños)                        | Inglés | Jon Ajdini                                |

#### Final
La final tuvo lugar en el Estudio 1 de la MRT en Skopie el 4 de febrero de 2022 siendo presentado por Jana Burčeska y Aleksandra Jovanovska. La votación del público comenzó el 28 de enero, seis días antes de la realización de la final. Tras las votaciones, la ganadora fue la cantante Andrea Koevska con la canción «Circles» compuesta por ella misma junto a Aleksandar Masevski, tras obtener la máxima puntuación del jurado profesional y la tercera opción del televoto.
| N.º | Artista             | Canción            | Jurado | Jurado | Televoto | Televoto | Lugar | Total |
| N.º | Artista             | Canción            | Votos  | Puntos | Votos    | Puntos   | Lugar | Total |
| --- | ------------------- | ------------------ | ------ | ------ | -------- | -------- | ----- | ----- |
| 1   | Andrea              | «Circles»          | 10     | 12     | 4,300    | 8        | 1     | 20    |
| 2   | Kaly                | «Love and Light»   | 22     | 6      | 7,539    | 10       | 3     | 16    |
| 3   | Lara Ivanova        | «Flower of Sorrow» | 12     | 10     | 1,186    | 5        | 4     | 15    |
| 4   | Ris Flower          | «Flying to Berlin» | 24     | 5      | 1,367    | 6        | 6     | 11    |
| 5   | Viktor Apostolovski | «Superman»         | 16     | 8      | 12,621   | 12       | 2     | 20    |
| 6   | Yon Idy             | «Dreams»           | 21     | 7      | 3,743    | 7        | 5     | 14    |

| Votación del jurado internacional | Votación del jurado internacional | Votación del jurado internacional | Votación del jurado internacional | Votación del jurado internacional | Votación del jurado internacional | Votación del jurado internacional | Votación del jurado internacional |
| Canción                           | Bandera de Malta                  | Bandera de Israel                 | Bandera de Georgia                | Bandera de Islandia               | Bandera de Armenia                | Lugar                             | Puntos                            |
| --------------------------------- | --------------------------------- | --------------------------------- | --------------------------------- | --------------------------------- | --------------------------------- | --------------------------------- | --------------------------------- |
| «Circles»                         | 1                                 | 5                                 | 1                                 | 2                                 | 1                                 | 1                                 | 10                                |
| «Love and Light»                  | 4                                 | 3                                 | 6                                 | 4                                 | 5                                 | 5                                 | 22                                |
| «Flower of Sorrow»                | 2                                 | 2                                 | 5                                 | 1                                 | 2                                 | 2                                 | 12                                |
| «Flying to Berlin»                | 6                                 | 4                                 | 3                                 | 5                                 | 6                                 | 6                                 | 24                                |
| «Superman»                        | 3                                 | 1                                 | 2                                 | 6                                 | 4                                 | 3                                 | 16                                |
| «Dreams»                          | 5                                 | 6                                 | 4                                 | 3                                 | 3                                 | 4                                 | 21                                |

## En Eurovisión
De acuerdo a las reglas del festival, todos los concursantes iniciaron desde las semifinales, a excepción del anfitrión (en este caso, Italia) y el Big Five compuesto por Alemania, España, Francia, la misma Italia y Reino Unido. En el sorteo realizado el 25 de enero de 2022, Macedonia del Norte fue sorteada en la segunda semifinal del festival. En este mismo sorteo, se determinó que participaría en la segunda mitad de la semifinal (posiciones 10-18). Semanas después, ya conocidos los artistas y sus respectivas canciones participantes, la producción del programa dio a conocer el orden de actuación, determinando que el país participaría en la decimoprimera posición, precedida por Irlanda y seguida de Estonia.
Los comentarios para Macedonia del Norte corrieron por parte de Eli Tanaskovska en la transmisión por televisión. La portavoz de la votación del jurado profesional macedonio fue la cantante y ex representante del país en 2017 Jana Burčeska.

### Semifinal 2

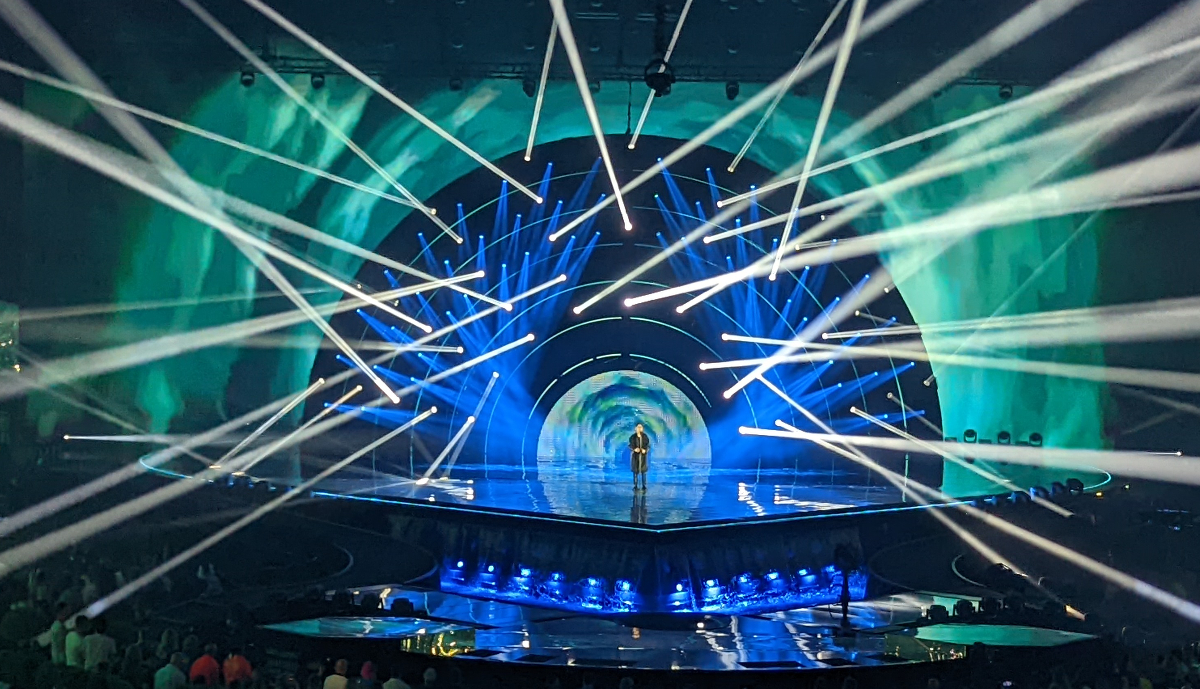
Andrea durante la segunda semifinal.

Andrea tomó parte de los ensayos los días 3 y 6 de mayo así como de los ensayos generales con vestuario de la segunda semifinal los días 11 y 12 de mayo. El ensayo general de la tarde del 11 fue tomado en cuenta por los jurados profesionales para emitir sus votos, que representaron el 50% de los puntos. Macedonia del Norte se presentó en la posición 11, detrás de Estonia y por delante de Irlanda.
La actuación macedonia tuvo a Biljana Pasharikovska como directora creativa y a Caci Pakovska como la diseñadora del vestuario de Andrea. Andrea actuó sola en el escenario con dos coristas de apoyo fuera de este: Ana Petanovska y Renata Kralevska. El escenario mantuvo mayormente una iluminación azul con las luces de los arcos creando distintos efectos en color blanco. El fondo LED se mantuvo en el mismo color azul mientras las pantallas secundarias de la pastilla central se levantaron mostrando las huellas de unas manos.
Al final del show, Macedonia del Norte no fue anunciada como uno de los países clasificados para la gran final. Los resultados revelados una vez terminado el festival, posicionaron a Macedonia del Norte en 11° lugar de la semifinal con un total de 76 puntos, habiendo obtenido la 16.ª posición del público con 20 puntos y obteniendo el 10° lugar del jurado profesional con 56 puntos, incluyendo la máxima puntuación de Alemania. Esta se convirtió en la decimosegunda eliminación macedonia en el festival en los últimos 14 festivales.

### Votación

#### Puntuación a Macedonia del Norte

##### Semifinal 2
| Jurado                      | Jurado            | Jurado   | Jurado                    | Jurado                          |
| 12 puntos                   | 10 puntos         | 8 puntos | 7 puntos                  | 6 puntos                        |
| --------------------------- | ----------------- | -------- | ------------------------- | ------------------------------- |
| - Alemania                  | - República Checa |          | - Australia - Reino Unido |                                 |
| 5 puntos                    | 4 puntos          | 3 puntos | 2 puntos                  | 1 punto                         |
| - Malta - Polonia - Rumania |                   |          | - Finlandia               | - Irlanda - Montenegro - Serbia |
| Televoto                    |                   |          |                           |                                 |
| 12 puntos                   | 10 puntos         | 8 puntos | 7 puntos                  | 6 puntos                        |
|                             | - Montenegro      | - Serbia |                           |                                 |
| 5 puntos                    | 4 puntos          | 3 puntos | 2 puntos                  | 1 punto                         |
|                             |                   |          | - República Checa         |                                 |

#### Votación realizada por Macedonia del Norte
| Puntos    | Jurado     | Televoto        |
| --------- | ---------- | --------------- |
| 12 puntos | Serbia     | Serbia          |
| 10 puntos | Bélgica    | Montenegro      |
| 8 puntos  | Polonia    | Finlandia       |
| 7 puntos  | Suecia     | Suecia          |
| 6 puntos  | Malta      | República Checa |
| 5 puntos  | Australia  | Chipre          |
| 4 puntos  | Finlandia  | Bélgica         |
| 3 puntos  | Montenegro | Malta           |
| 2 puntos  | Estonia    | Polonia         |
| 1 punto   | Azerbaiyán | Estonia         |

| Puntos    | Jurado      | Televoto        |
| --------- | ----------- | --------------- |
| 12 puntos | España      | Serbia          |
| 10 puntos | Serbia      | España          |
| 8 puntos  | Reino Unido | Ucrania         |
| 7 puntos  | Italia      | Moldavia        |
| 6 puntos  | Suecia      | Italia          |
| 5 puntos  | Australia   | República Checa |
| 4 puntos  | Azerbaiyán  | Suecia          |
| 3 puntos  | Bélgica     | Estonia         |
| 2 puntos  | Polonia     | Noruega         |
| 1 punto   | Suiza       | Lituania        |

##### Desglose
El jurado macedonio estuvo compuesto por:
- Agni Avshar
- Andrijana Jovanovska
- Nikola Micevski
- Thea — solamente en la segunda semifinal
- Yon Idy
- Ivan Petrovski — solamente en la final

| Semifinal 2 | Semifinal 2         | Semifinal 2                | Semifinal 2                | Semifinal 2                | Semifinal 2                | Semifinal 2                | Semifinal 2                | Semifinal 2                | Semifinal 2                | Semifinal 2                |
| N.º         | País                | Jurado                     | Jurado                     | Jurado                     | Jurado                     | Jurado                     | Jurado                     | Jurado                     | Televoto                   | Televoto                   |
| N.º         | País                | Jurado A                   | Jurado B                   | Jurado C                   | Jurado D                   | Jurado E                   | Ranking                    | Puntos                     | Ranking                    | Puntos                     |
| ----------- | ------------------- | -------------------------- | -------------------------- | -------------------------- | -------------------------- | -------------------------- | -------------------------- | -------------------------- | -------------------------- | -------------------------- |
| 01          | Finlandia           | 16                         | 16                         | 3                          | 3                          | 6                          | 7                          | 4                          | 3                          | 8                          |
| 02          | Israel              | 14                         | 7                          | 6                          | 7                          | 16                         | 11                         |                            | 13                         |                            |
| 03          | Serbia              | 1                          | 11                         | 1                          | 1                          | 9                          | 1                          | 12                         | 1                          | 12                         |
| 04          | Azerbaiyán          | 7                          | 14                         | 7                          | 6                          | 14                         | 10                         | 1                          | 16                         |                            |
| 05          | Georgia             | 10                         | 13                         | 16                         | 12                         | 11                         | 15                         |                            | 17                         |                            |
| 06          | Malta               | 2                          | 3                          | 12                         | 11                         | 4                          | 5                          | 6                          | 8                          | 3                          |
| 07          | San Marino          | 17                         | 17                         | 17                         | 15                         | 5                          | 14                         |                            | 15                         |                            |
| 08          | Australia           | 3                          | 1                          | 9                          | 13                         | 15                         | 6                          | 5                          | 14                         |                            |
| 09          | Chipre              | 11                         | 12                         | 14                         | 14                         | 17                         | 17                         |                            | 6                          | 5                          |
| 10          | Irlanda             | 15                         | 8                          | 15                         | 16                         | 12                         | 16                         |                            | 11                         |                            |
| 11          | Macedonia del Norte | -------------------------- | -------------------------- | -------------------------- | -------------------------- | -------------------------- | -------------------------- | -------------------------- | -------------------------- | -------------------------- |
| 12          | Estonia             | 12                         | 9                          | 11                         | 5                          | 7                          | 9                          | 2                          | 10                         | 1                          |
| 13          | Rumania             | 13                         | 10                         | 10                         | 17                         | 10                         | 13                         |                            | 12                         |                            |
| 14          | Polonia             | 4                          | 2                          | 4                          | 8                          | 3                          | 3                          | 8                          | 9                          | 2                          |
| 15          | Montenegro          | 6                          | 5                          | 5                          | 10                         | 13                         | 8                          | 3                          | 2                          | 10                         |
| 16          | Bélgica             | 5                          | 4                          | 2                          | 4                          | 2                          | 2                          | 10                         | 7                          | 4                          |
| 17          | Suecia              | 9                          | 6                          | 8                          | 2                          | 1                          | 4                          | 7                          | 4                          | 7                          |
| 18          | República Checa     | 8                          | 15                         | 13                         | 9                          | 8                          | 12                         |                            | 5                          | 6                          |

| Final | Final           | Final    | Final    | Final    | Final    | Final    | Final   | Final  | Final    | Final    |
| N.º   | País            | Jurado   | Jurado   | Jurado   | Jurado   | Jurado   | Jurado  | Jurado | Televoto | Televoto |
| N.º   | País            | Jurado A | Jurado B | Jurado C | Jurado D | Jurado E | Ranking | Puntos | Ranking  | Puntos   |
| ----- | --------------- | -------- | -------- | -------- | -------- | -------- | ------- | ------ | -------- | -------- |
| 01    | República Checa | 25       | 17       | 10       | 20       | 19       | 22      |        | 6        | 5        |
| 02    | Rumania         | 10       | 10       | 14       | 19       | 13       | 19      |        | 13       |          |
| 03    | Portugal        | 23       | 18       | 17       | 5        | 14       | 15      |        | 17       |          |
| 04    | Finlandia       | 24       | 25       | 6        | 12       | 17       | 18      |        | 15       |          |
| 05    | Suiza           | 14       | 6        | 18       | 10       | 5        | 10      | 1      | 18       |          |
| 06    | Francia         | 15       | 16       | 23       | 17       | 22       | 24      |        | 19       |          |
| 07    | Noruega         | 12       | 22       | 15       | 24       | 16       | 23      |        | 9        | 2        |
| 08    | Armenia         | 21       | 11       | 16       | 16       | 10       | 21      |        | 21       |          |
| 09    | Italia          | 11       | 21       | 3        | 15       | 1        | 4       | 7      | 5        | 6        |
| 10    | España          | 5        | 1        | 1        | 2        | 2        | 1       | 12     | 2        | 10       |
| 11    | Países Bajos    | 17       | 14       | 19       | 8        | 15       | 20      |        | 14       |          |
| 12    | Ucrania         | 13       | 19       | 12       | 21       | 4        | 12      |        | 3        | 8        |
| 13    | Alemania        | 20       | 7        | 24       | 11       | 7        | 13      |        | 20       |          |
| 14    | Lituania        | 18       | 20       | 9        | 14       | 9        | 17      |        | 10       | 1        |
| 15    | Azerbaiyán      | 6        | 12       | 11       | 3        | 25       | 7       | 4      | 24       |          |
| 16    | Bélgica         | 16       | 13       | 5        | 9        | 6        | 8       | 3      | 16       |          |
| 17    | Grecia          | 8        | 15       | 4        | 13       | 23       | 11      |        | 22       |          |
| 18    | Islandia        | 22       | 23       | 25       | 25       | 21       | 25      |        | 25       |          |
| 19    | Moldavia        | 9        | 24       | 20       | 7        | 18       | 16      |        | 4        | 7        |
| 20    | Suecia          | 19       | 5        | 7        | 6        | 3        | 5       | 6      | 7        | 4        |
| 21    | Australia       | 1        | 3        | 13       | 18       | 20       | 6       | 5      | 23       |          |
| 22    | Reino Unido     | 3        | 4        | 21       | 4        | 8        | 3       | 8      | 12       |          |
| 23    | Polonia         | 4        | 9        | 8        | 22       | 11       | 9       | 2      | 11       |          |
| 24    | Serbia          | 2        | 2        | 2        | 1        | 24       | 2       | 10     | 1        | 12       |
| 25    | Estonia         | 7        | 8        | 22       | 23       | 12       | 14      |        | 8        | 3        |